# Hiếu Trang Hoàng Thái hậu
Hiếu Trang Văn Hoàng hậu (chữ Hán: 孝莊文皇后; tiếng Mãn: ᡥᡳᠶᠣᠣᡧᡠᠩᡤᠠ
 ᠠᠮᠪᠠᠯᡳᠩᡤᡡ
 ᡤᡝᠩᡤᡳᠶᡝᠨ
 ᡧᡠ
 ᡥᡡᠸᠠᠩᡥᡝᠣ, Möllendorff: hiyoošungga ambalinggū genggiyen šu hūwangheo, Abkai: hiyouxungga ambalinggv genggiyen xu hvwangheu; 28 tháng 3, 1613 - 27 tháng 1, 1688), thường được gọi là Hiếu Trang Thái hậu (孝莊太后), Chiêu Thánh Thái hậu (昭聖太后) hoặc Hiếu Trang Thái hoàng thái hậu (孝莊太皇太后), là một phi tần của Thanh Thái Tông Hoàng Thái Cực, thân mẫu của Thanh Thế Tổ Thuận Trị Hoàng đế và là tổ mẫu của Thanh Thánh Tổ Khang Hi Hoàng đế.
Với tài trí và khả năng chính trị của mình, dù chưa từng thùy liêm thính chính, bà được sử sách tôn vinh là người có sức ảnh hưởng và đóng góp to lớn trong việc ổn định trong buổi ban đầu khi lập quốc của triều đại nhà Thanh. Đặc biệt mối quan hệ gây tranh cãi giữa bà và Nhiếp Chính vương Đa Nhĩ Cổn, giúp con trai bà Thuận Trị Đế ổn định ngai vàng khi còn quá nhỏ tuổi. Sau khi Thuận Trị Đế qua đời, bà dẫn dắt cháu của mình là Khang Hi Hoàng đế, giúp Khang Hi ổn định đăng cơ và mở ra một thời đại thịnh trị nổi tiếng. Trong lịch sử giai đoạn nhà Thanh, bà thường được tôn trọng và đánh giá rất tích cực, nhiều nhận định cho rằng triều đại nhà Thanh có thể tồn tại và tạo nên một thời thịnh thế bởi đóng góp không nhỏ của Hiếu Trang Thái hậu. Dù liên tiếp Thuận Trị Đế và Khang Hi Đế đều là các Hoàng đế lên ngôi còn rất nhỏ, song Hiếu Trang Thái hậu không lợi dụng tình thế mà thùy liêm thính chính, chỉ ở sau cân bằng các thế lực. 
Chính vì điều này mà bà hay được hình dung một cách đối lập và vượt xa con cháu mình là Từ Hi Thái hậu - người bị cho là có trách nhiệm chính trong việc khiến triều đại nhà Thanh sụp đổ, khi đã lợi dụng hoàn cảnh chính trị để thùy liêm thính chính, độc bá triều cương trong nhiều năm.

## Tiểu sử

### Dòng dõi cao quý

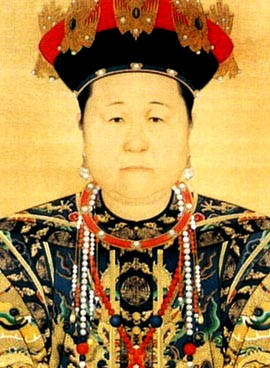
Hiếu Trang Văn Hoàng hậu

Hiếu Trang Văn Hoàng hậu nguyên là Cách cách của Khoa Nhĩ Thấm Bác Nhĩ Tề Cát Đặc thị, sinh ngày 8 tháng 2 (âm lịch) năm thứ 41 niên hiệu Vạn Lịch triều Minh (1613). Tên đầy đủ của bà theo phiên âm Hán là Bố Mộc Bố Thái (布木布泰; tiếng Mãn: ᠪᡠᠮᠪᡠᡨᠠᡳ, Möllendorff: bumbutai, Abkai: bumbutai), cũng gọi Bản Bố Thái (本布泰), có nghĩa là "Thiên giáng Quý nhân". Tương truyền bà còn có Hán danh là Đại Ngọc Nhi (大玉儿), tuy nhiên cái tên này được xác định có từ tiểu thuyết thời Dân quốc cùng phim ảnh hiện đại.
Xuất thân cao quý người Mông Cổ, dòng dõi của Hiếu Trang Hoàng thái hậu là hậu duệ trực hệ của Chuyết Xích Cáp Tát Nhi - em trai cùng mẹ của Thành Cát Tư Hãn. Cao tổ phụ là Bát Địa Đạt Lãi (博地达赉), Bối lặc lâu đời của Khoa Nhĩ Thấm Mông Cổ và là hậu duệ đời thứ 16 của Chuyết Xích Cáp Tát Nhi. Bộ tộc Khoa Nhĩ Thấm, cư trú thuộc vùng Nội Mông hiện nay là một gia tộc Mông Cổ cao quý có nhiều phân nhánh dày đặc. Trong lịch sử Mãn Thanh, dòng họ Ái Tân Giác La đối với Khoa Nhĩ Thấm luôn xem là [Cữu gia], vì số lần liên hôn của hai nhà đặc biệt nhiều, và Ái Tân Giác La thường ưu ái ban nhiều tước vị Thân vương cho Khoa Nhĩ Thẩm sau khi thành lập.
Vào đầu thời nhà Thanh, ghi chép không thật sự đủ đầy, theo nhiều nhìn nhận thì dòng dõi của Hiếu Trang Hoàng thái hậu có thể là một phân nhánh của Khoa Nhĩ Thẩm khi ấy. Tằng tổ phụ của Hiếu Trang Hoàng thái hậu tên gọi Nạp Mục Tắc (纳穆塞), có tước Bối lặc truyền đời. Tổ phụ Mãng Cổ Tư (莽古斯), con trai của Nạp Mục Tắc, được kế vị tước hiệu Bối lặc Khoa Nhĩ Thấm. 
Vào cuối đời nhà Minh, Mãng Cổ Tư cùng em trai đã đi theo các tộc trưởng nhánh lớn của Khoa Nhĩ Thẩm tham dự vào một chiến dịch quân sự gọi là [Cửu bộ liên quân; 九部联军] để thảo phạt Nỗ Nhĩ Cáp Xích của dòng Ái Tân Giác La đang rất lớn mạnh. Chiến sự thất bại, hai bên nghị hòa, Mãng Cổ Tư chấp nhận sự lôi kéo của Nỗ Nhĩ Cáp Xích mà thường xuyên qua lại, cả hai bên đều nhận thấy giải pháp tốt nhất chính là liên hôn. Mãng Cổ Tư có con trai, trong đó có Trại Tang (寨桑) kế vị Bối lặc của bộ tộc. Ông còn một người con gái, chính là Triết Triết, người được cha chỉ định kết hôn với con trai thứ 8 của Nỗ Nhĩ Cáp Xích là Hoàng Thái Cực để tiến hành liên hôn. Không rõ Mãng Cổ Tư mất khi nào, về sau ông được triều đình nhà Thanh truy phong ["Hòa Thạc Phúc Thân vương"; 和碩福親王]. Con trai ông là Bối lặc Trại Tang về sau cưới Tiểu phi Mỗ thị làm chính thê, sinh ra hai con trai Ô Khắc Thiện (乌克善), Mãn Châu Tập Lễ (满珠习礼), con gái Hải Lan Châu cùng một cô con gái nhỏ, chính là Hiếu Trang Thái hậu.

### Kết hôn Hoàng Thái Cực
Năm Vạn Lịch thứ 42 (1614), Hoàng Thái Cực kết hôn với cô ruột của bà là Triết Triết làm Phúc tấn. Vì 11 năm mà Triết Triết phúc tấn không sinh được bất kỳ người con nào nên anh của Triết Triết là Bối lặc Trại Tang tiến cử con gái Bố Mộc Bố Thái nhập cung làm phúc tấn cho Hoàng Thái Cực, mục đích muốn bà sinh con trai nối dõi có dòng máu Ái Tân Giác La và Bác Nhĩ Tề Cát Đặc. Ở thời điểm này, quý tộc người Mãn thừa hành chế độ đa thê đa thiếp, các phúc tấn đều là vợ và có địa vị ngang hàng nhau.
Năm Thiên Mệnh thứ 10 (1625), anh trai Ngô Khắc Thiện đưa em gái Bố Mộc Bố Thái đến Thịnh Kinh, Hoàng Thái Cực thu nạp làm vợ, trở thành Phúc tấn, năm đó bà mới 13 tuổi. Cùng năm, Triết Triết sinh con gái thứ 2 cho Hoàng Thái Cực. Năm Thiên Thông thứ 3 (1629), ngày 8 tháng 1, bà sinh hạ con gái thứ 4 của Hoàng Thái Cực tên Nhã Đồ (雅圖), sau là Cố Luân Ung Mục Trưởng Công chúa. Năm Thiên Thông thứ 6 (1632), tháng 2, Trát Lỗ Đặc Bát Nhĩ Tể Cát Đặc thị, con gái của Bối lặc Đái Thanh (戴青) nhập cung, phong làm Đông cung Phúc tấn (東宮福晉), ở thời điểm này cô của bà là Triết Triết đã được phong làm "Trung cung Phúc tấn", không rõ bà có phải là "Tây cung Phúc tấn" hay không. Ngày 12 tháng 2 năm đó, bà hạ sinh con gái thứ 5 cho Hoàng Thái Cực, tên là A Đồ (阿圖), sau là Cố Luân Thục Tuệ Trưởng Công chúa. Năm Thiên Thông thứ 7 (1633), ngày 16 tháng 11, bà hạ sinh tiếp tục con gái thứ 7 của Hoàng Thái Cực, tức là Cố Luân Đoan Hiến Trưởng Công chúa.
Năm Sùng Đức nguyên niên (1636), Hoàng Thái Cực xưng Hoàng đế, triều đại nhà Thanh chính thức thành lập. Hoàng Thái Cực học theo quy chế Trung nguyên, thiết lập hậu cung tần phi với danh hiệu được tham khảo theo lịch sử Trung nguyên. Ông cho lập Đại Phúc tấn Triết Triết làm Hoàng hậu, là Quốc quân Phúc tấn. Bên cạnh đó, Hoàng Thái Cực còn thiết định danh hiệu của phi tần hậu cung, lập ra Tứ phi (四妃) dành cho 1 vị phi tần có địa vị cao nhất. Khi ấy, sủng phi của ông Hải Lan Châu là [Đông cung Đại Phúc tấn], phong hiệu là Thần phi (宸妃), ở Quan Thư cung, địa vị đứng đầu chúng phi. Trắc phi Na Mộc Chung mới nhập cung được phong làm [Tây cung Đại Phúc tấn], phong hiệu Quý phi (贵妃), ở Lân Chỉ cung; Ba Đặc Mã Tảo phong [Đông cung Trắc Phúc tấn], phong hiệu Thục phi (淑妃), ở Diễn Khánh cung; còn Bố Mộc Bố Thái được phong [Tây cung Trắc Phúc tấn], phong hiệu Trang phi (莊妃), ban Vĩnh Phúc cung, nên gọi là [Vĩnh Phúc cung Trang phi; 永福宮莊妃]. Trong Tứ phi, phân vị Trang phi là địa vị thấp nhất.
Năm Sùng Đức thứ 3 (1638), ngày 13 tháng 1 (tức ngày 15 tháng 3 dương lịch), Trang phi Bố Mộc Bố Thái sinh hạ cho Hoàng Thái Cực Hoàng tử thứ 9, đặt tên là Phúc Lâm.

## Mẫu nghi thiên hạ

### Con trai được lập

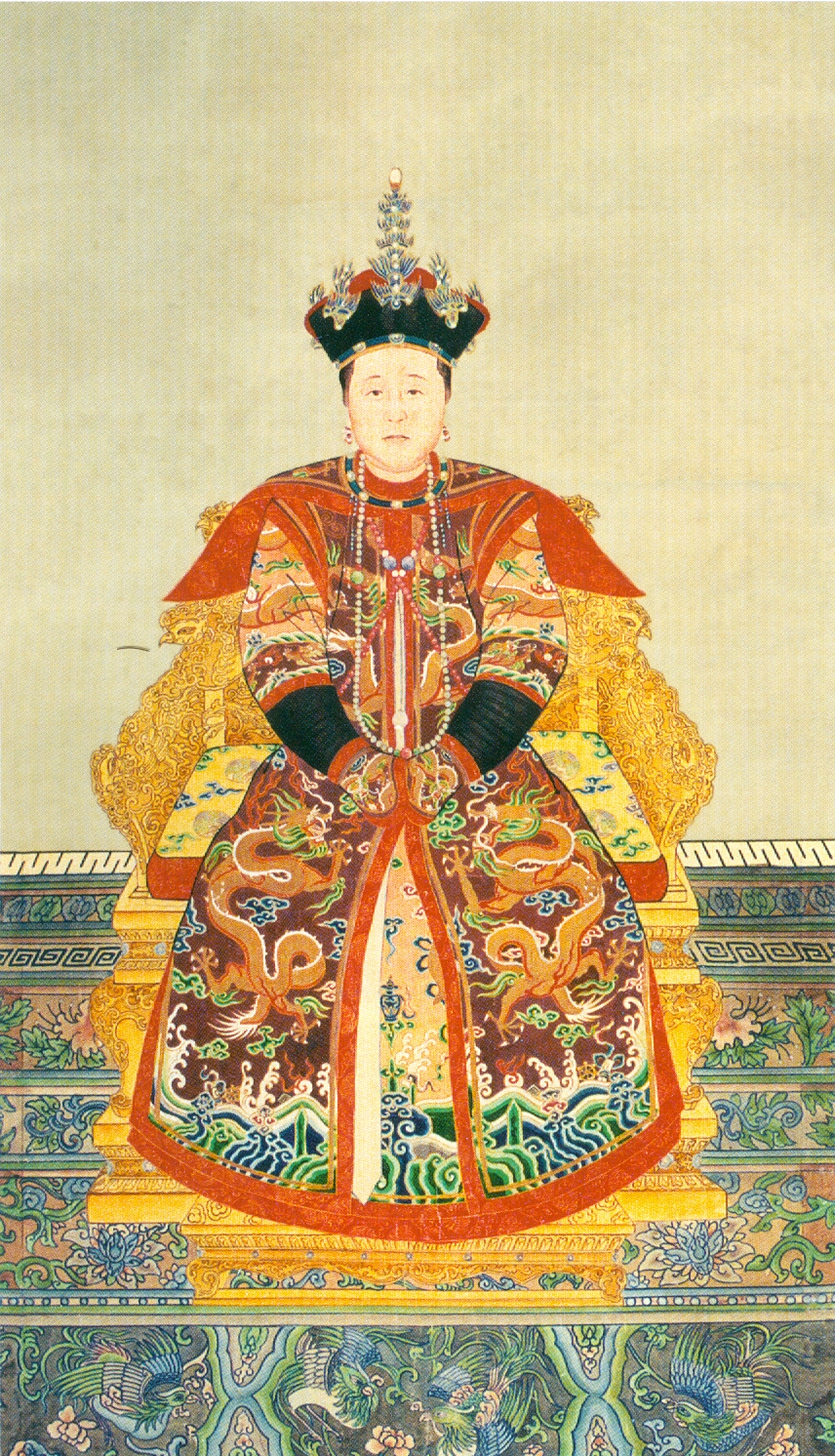
Trang phi Bác Nhĩ Tề Cát Đặc thị trong triều phục dành cho phi tần những năm Sùng Đức.

Năm Sùng Đức thứ 8 (1643), ngày 9 tháng 8 (tức ngày 21 tháng 9 dương lịch), Hoàng Thái Cực mất tại Thịnh Kinh. 
Vào thời điểm Hoàng Thái Cực qua đời, ông chưa lập ai làm Trữ quân, cũng không để lại chiếu thư, điều này đã gây nên sự xung đột tranh chấp ngôi vị trong nội bộ hoàng tộc. Lúc bây giờ, hai thế lực mạnh nhất là Duệ Thân vương Đa Nhĩ Cổn, người em thứ 14 cùng cha khác mẹ của Hoàng Thái Cực, là tướng soái đứng đầu Bát Kỳ, và người kia là Túc Thân vương Hào Cách, con trai cả của Hoàng Thái Cực.
Trong tình cảnh lúc đó, Duệ Thân vương Đa Nhĩ Cổn người có quyền lực nhất trong tám vị Nghị chính Đại thần, đã ý thức được rằng cán cân quyền lực chính trị và quân sự giữa hai bên bằng nhau, bất cứ bên nào lên làm Hoàng đế đều làm mất thế cân bằng, gây ra sự xung đột và chiến tranh ngay trong nội bộ triều nhà Thanh. Cuối cùng, ông quyết định ủng hộ con trai thứ chín của Hoàng Thái Cực là Hoàng tử Phúc Lâm kế vị. Về lý do Đa Nhĩ Cổn ủng hộ Phúc Lâm, phần lớn nhiều người nhận định còn mơ hồ, cũng bởi vì Phúc Lâm khi ấy chỉ tầm 6 tuổi, rất nhiều Hoàng tử khác lớn hơn Phúc Lâm, còn nếu Đa Nhĩ Cổn sợ chọn người lớn tuổi sẽ khó bề kiểm soát, thì dưới Phúc Lâm cũng còn có Bác Mục Bác Quả Nhĩ nhỏ hơn rất nhiều, con trai do Ý Tĩnh Đại Quý phi sinh ra. Về quyết định khó hiểu này của Đa Nhĩ Cổn, rất nhiều nhận định cho rằng chủ yếu là do mối quan hệ tình cảm giữa Đa Nhĩ Cổn và Trang phi Bố Mộc Bố Thái. Đó cũng là một trong những lý do khiến người đời tin rằng giữa hai người có tình cảm.
Cùng năm, ngày 26 tháng 8 (tức ngày 8 tháng 10 dương lịch), Hoàng cửu tử Phúc Lâm lên ngôi ở Thịnh Kinh, sử gọi Thanh Thế Tổ Thuận Trị Hoàng đế. Vào lúc này, Thuận Trị Đế chỉ mới 6 tuổi, tám vị Nghị chính Đại thần bầu ra hai vị là Duệ Thân vương Đa Nhĩ Cổn cùng Trịnh Thân vương Tế Nhĩ Cáp Lãng làm hai vị phụ chính. Sau đó, Đa Nhĩ Cổn được phong ["Nhiếp Chính vương"], quyền hành cao nhất.
Trong nội cung, Hoàng hậu Triết Triết của Thanh Thái Tông trở thành Hoàng thái hậu, là Hoàng thái hậu chính thức duy nhất khi ấy, còn sinh mẫu Trang phi Bố Mộc Bố Thái được tôn gọi Thánh mẫu (聖母). Về điều này, Thanh thực lục triều Thuận Trị (soạn dưới thời Khang Hi) có nói rõ, Trang phi cho đến khi được chính thức dâng tôn hiệu vào năm Thuận Trị Đế thân chính (tức năm Thuận Trị thứ 8) thì chỉ kính gọi ["Thánh mẫu"], còn ["Hoàng thái hậu"] tức chỉ đến Hoàng hậu Triết Triết. Xét điều này có bất đồng với ghi chép của Hoàng triều Văn hiến thông khảo (皇朝文獻通考) cùng Thanh sử cảo, cả hai đều ghi Trang phi được tôn Hoàng thái hậu cùng lúc, nhưng có lẽ niên đại quá xa, cũng có ít nhiều khó khảo chứng mà ghi tượng trưng, vì Thông khảo soạn vào đời Càn Long, và Thanh sử cảo soạn tận thời Dân Quốc.

### Tấn tôn Hoàng thái hậu
Năm Thuận Trị nguyên niên (1644), Lý Tự Thành tiến công Bắc Kinh, Sùng Trinh Nhà Minh tự vẫn tại núi Vạn Thọ, nhà Minh diệt vong. Cha của Ngô Tam Quế bị Lý Tự Thành giết rồi treo trên cổng thành, Ngô Tam Quế uất hận gửi thư cầu viện Nhà Thanh, mở cửa Sơn Hải Quan cho thiết kỵ quân Bát Kỳ tiến vào trung nguyên. Đầu hạ năm đó, sau khi đã đánh tan quân Lý Tự Thành, Đa Nhĩ Cổn đã tiến thẳng vào thành Bắc Kinh. Từ đây nhà Thanh đã thống nhất toàn bộ Trung Nguyên. 
Năm Thuận Trị thứ 8 (1651), tháng 1, sau khi Hiếu Đoan Văn hoàng hậu băng thệ, Thuận Trị Đế cũng bắt đầu thân chính, triều thần đề nghị tôn Thánh mẫu Trang phi làm Hoàng thái hậu. Ngày 10 tháng 2, bà được dâng tôn hiệu là Chiêu Thánh Từ Thọ Hoàng thái hậu (昭聖慈壽皇太后), bắt đầu thiết nghi trượng. Chiếu cáo thiên hạ.
Sách tôn rằng:
| “                                            | 国承家道莫先于立爱正名定位。礼莫大于尊亲。子有至情。古垂彝宪。宜登崇号。以表化原。恭惟圣母体备含弘。性成圣善。克恭俭而襄大业。秉慈惠而谐六宫。祜既笃于家邦。祥乃钟于继嗣。恩勤顾复、丕殚鞠子之劳。启迪训行备示作君之则。坤教彰于率土。母仪式于九围。至德难名。莫罄揄扬之实。深恩罔报。图申尊养之诚。爰顺舆情。肇隆盛典。谨告天地、太庙、社稷。率诸王贝勒文武群臣恭奉册宝。上尊号曰昭圣慈寿皇太后。伏愿凝和履泰燕子诒孙德位兼崇锡鸿禧于四海。天人协庆。介眉寿于万年宝文曰昭圣慈寿皇太后宝。 ... Quốc thừa gia đạo mạc tiên vu lập ái chính danh định vị. Lễ mạc đại vu tôn thân. Tử hữu chí tình. Cổ thùy di hiến. Nghi đăng sùng hào. Dĩ biểu hóa nguyên. Cung duy Thánh mẫu, thể bị hàm hoằng. Tính thành thánh thiện. Khắc cung kiệm nhi tương đại nghiệp. Bỉnh từ huệ nhi hài lục cung. Hỗ kí đốc vu gia bang. Tường nãi chung vu kế tự. Ân cần cố phục, phi đàn cúc tử chi lao. Khải địch huấn hành bị kỳ tác quân chi tắc. Khôn giáo chương vu suất thổ. Mẫu nghi thức vu cửu vi. Chí đức nan danh. Mạc khánh du dương chi thật. Thâm ân võng báo. Đồ thân tôn dưỡng chi thành. Viên thuận dư tình. Triệu long thịnh điển. Cẩn cáo Thiên địa, Thái Miếu, Xã tắc, suất chư Vương, Bối lặc, văn võ quần thần cung phụng sách bảo. Thượng tôn hào viết Chiêu Thánh Từ Thọ Hoàng thái hậu. Phục nguyện ngưng hòa lí thái yến tử di tôn đức vị kiêm sùng tích hồng hi vu tứ hải. Thiên nhân hiệp khánh. Giới mi thọ vu vạn niên bảo văn viết: Chiêu Thánh Từ Thọ Hoàng thái hậu bảo. | ” |
| — Sách tôn Chiêu Thánh Từ Thọ hoàng thái hậu | |   |

Cùng năm ấy, tháng 8, dâng thêm tôn hiệu 2 chữ, toàn xưng Chiêu Thánh Từ Thọ Cung Giản Hoàng thái hậu (昭聖慈壽恭簡皇太后).
Năm Thuận Trị thứ 10 (1653), ngày 23 tháng 7, Thuận Trị Đế dẫn lời Hoàng thái hậu rằng: 「"Ta thân cư ngụ ở thâm cung, chưa từng biết chuyện bên ngoài. Nay nghe nói mưa lớn gây ngập lụt, nhà cửa sụp đổ, điền hòa bao phủ, binh dân khốn khổ, thật là xót xa. Nay ta lấy 8 vạn 200 lượng bạc tiết kiệm được từ trong cung phân ra, cứu tế dân chúng Mãn-Hán"; 予居深宫之中，不闻外事。近知雨潦为灾，房舍倾颓，田禾淹没，兵民困苦，深可悯恻，特发宫中节省银八万两，赈济满汉兵民。」. Năm Thuận Trị thứ 11 (1654), ngày 25 tháng 2, Hoàng thái hậu nghe nói các địa phương phát sinh thiên tai, hạ chỉ trong cung thu dụng đồ vật tiết kiệm được 40.000 lượng bạc quyên góp dân chúng. Cùng năm ấy, Thuận Trị Đế truy tặng cha bà là Trại Tang làm [Hòa Thạc Trung Thân vương; 和硕忠亲王], còn mẹ bà là [Trung Thân vương Hiền phi; 忠亲王贤妃]. 
Năm Thuận Trị thứ 11 (1654), ngày 21 tháng 6 (âm lịch), nhân dịp sách lập Hiếu Huệ Chương Hoàng hậu, Thuận Trị Đế dâng thêm tôn hiệu cho bà hai chữ [An Ý; 安懿], toàn xưng là Chiêu Thánh Từ Thọ Cung Giản An Ý Hoàng thái hậu (昭聖慈壽恭簡安懿皇太后).
Năm Thuận Trị thứ 13 (1656), ngày 12 tháng 8 (âm lịch), Hoàng thái hậu lại nghe nói nạn dân khắp vùng quanh kinh kỳ gặp thiên tại, thu gom được 30.000 lượng bạc để cứu tế. Ngày 24 tháng 12 (âm lịch), nhân dịp Thuận Trị Đế sách phong Đổng Ngạc phi làm Hoàng quý phi, lại dâng thêm 2 chữ trong tôn hiệu, toàn xưng là Chiêu Thánh Từ Thọ Cung Giản An Ý Chương Khánh Hoàng thái hậu (昭聖慈壽恭簡安懿章慶皇太后).

### Thái hoàng thái hậu uy quang
Năm Thuận Trị thứ 18 (1661), ngày 7 tháng 1 (tức ngày 5 tháng 2 dương lịch), Thuận Trị Đế băng hà vì bệnh đậu mùa, khi chỉ mới 24 tuổi.
Trước đó, khi Thuận Trị Đế lâm bệnh nặng nằm liệt giường, Chiêu Thánh Hoàng thái hậu rất ủng hộ Hoàng tam tử Huyền Diệp trong số các hoàng tử, có thể trở thành người thừa kế. Thế là trước khi lâm chung, Thuận Trị Đế đưa mật chỉ, lập Huyền Diệp làm Thái tử. Ngay sau khi Thuận Trị Đế băng, Hoàng thái tử Huyền Diệp kế vị, tức Thanh Thánh Tổ Khang Hi Hoàng đế. Vì Hoàng đế lên ngôi năm ấy chỉ mới 8 tuổi, do đó bốn vị Nghị chính Đại thần phụ giúp Tân đế còn non trẻ được chỉ định, gồm: Sách Ni, Tô Khắc Tát Cáp, Át Tất Long và Ngao Bái. Trong thời gian này, Khang Hi Hoàng đế gọi bà là [Thánh tổ mẫu Hoàng thái hậu; 聖祖母皇太后], vẫn chưa chính thức định danh hiệu Thái hoàng thái hậu.
Ngày 3 tháng 10 (âm lịch) cùng năm, Khang Hi Đế chọn định huy hiệu cho Thánh tổ mẫu, cùng Mẫu hậu Hoàng hậu (tức Hiếu Huệ Chương hoàng hậu) và Mẫu hậu (tức Hiếu Khang Chương hoàng hậu). Huy hiệu của Thái hoàng thái hậu được định rằng Chiêu Thánh Từ Thọ Cung Giản An Ý Chương Khánh Đôn Huệ Thái hoàng thái hậu (昭聖慈寿恭简安懿章庆敦惠太皇太后). 
Sách tôn viết:
| “                                      | 昌源茂衍、荷慈训之贻谋。景历初膺、奉彝章而晋号。欢腾宫籞。庆洽寰区。钦惟圣祖母昭圣慈寿恭简安懿章庆皇太后、至仁厚德、配地承天。辅皇祖以式廓丕基、懋著肃雝之化。启皇考而载恢大业、益隆圣善之规。顾眇躬之嗣缵洪猷、赖懿教之恩隆诲迪。敬循显扬之典、用抒孝养之忱。谨告天地、宗庙、社稷。率诸王、贝勒、文武群臣、恭奉册宝、加上徽号曰、昭圣慈寿恭简安懿章庆敦惠太皇太后。伏愿休徵滋至。纯嘏弥增。绵鹤算于无疆。耀鸿名于有永。宝文曰、昭圣慈寿恭简安懿章庆敦惠太皇太后之宝。 ... Xương nguyên mậu diễn, hà từ huấn chi di mưu. Cảnh lịch sơ ưng, phụng di chương nhi tấn hào. Hoan đằng cung ngữ. Khánh hiệp hoàn khu. Khâm duy Thánh tổ mẫu Chiêu Thánh Từ Thọ Cung Giản An Ý Chương Khánh Hoàng thái hậu, chí nhân hậu đức, phối địa thừa thiên. Phụ hoàng tổ dĩ thức khuếch phi cơ, mậu trứ túc ung chi hóa. Khải hoàng khảo nhi tái khôi đại nghiệp, ích long thánh thiện chi quy. Cố miễu cung chi tự toản hồng du, lại ý giáo chi ân long hối địch. Kính tuần hiển dương chi điển, dụng trừ hiếu dưỡng chi thầm. Cẩn cáo Thiên địa, Tông miếu, Xã tắc, suất chư Vương, Bối lặc, Văn võ quần thần, cung phụng sách bảo, gia thượng huy hào, viết: Chiêu Thánh Từ Thọ Cung Giản An Ý Chương Khánh Đôn Huệ Thái hoàng thái hậu. Phục nguyện hưu trưng tư chí. Thuần hỗ di tăng. Miên hạc toán vu vô cương. Diệu hồng danh vu hữu vĩnh. Bảo văn viết Chiêu Thánh Từ Thọ Cung Giản An Ý Chương Khánh Đôn Huệ Thái hoàng thái hậu chi bảo. | ” |
| — Sách tôn Thánh tổ mẫu Hoàng thái hậu | |   |

Năm Khang Hi thứ 4 (1666), nhân đại hôn, lại tôn thêm hai chữ Ôn Trang (温莊). Năm thứ 6 (1668), tôn thêm hai chữ Khang Hòa (康和). Năm thứ 15 (1677), nhân dịp chọn lập Đích tử Dận Nhưng làm hoàng thái tử,tôn thêm hai chữ Nhân Tuyên (仁宣). Năm thứ 20 (1681), nhân dịp bình định loạn Tam phiên, lại dâng thêm hai chữ Hoằng Tĩnh (弘靖). Bấy giờ, Chiêu Thánh Thái hoàng thái hậu là vị Thái hoàng thái hậu đầu tiên của nhà Thanh có tôn hiệu rất dài, lên đến 24 chữ, toàn xưng Chiêu Thánh Từ Thọ Cung Giản An Ý Chương Khánh Đôn Huệ Ôn Trang Khang Hòa Nhân Tuyên Hoằng Tĩnh Thái hoàng thái hậu (昭聖慈壽恭簡安懿章慶敦惠溫莊康和仁宣弘靖太皇太后).
Chiêu Thánh Thái hoàng thái hậu sinh hoạt đơn giản, không thích xa hoa. Khi bình định loạn Tam phiên, Thái hoàng thái hậu đem ngân lượng trong cung đình tiết kiệm được quyên ra khao thưởng binh lính xuất chinh. Mỗi phùng năm mất mùa, bà luôn là đem tiền tiết kiệm trong cung ra cứu tế, toàn lực phối hợp cũng như tận tâm duy trì sự nghiệp của con cháu và tổ tông. Gương tốt phi thường của bà, khiến các Hoàng đế về sau cảm phục mà noi theo. Năm Khang Hi thứ 6, Thái hoàng thái hậu từng chủ trì viết một quyển kinh Phật theo kiểu [Thổ bá đặc; 土伯特] bằng cách nhũ vàng, gọi là [Cam Châu nhĩ kinh; 甘珠尔经]. Khi ấy, Ngao Bái cùng Át Tất Long quyền khuynh triều dã, cực lực phản đối, Thái hoàng thái hậu kiên trì dẹp các luồn ý kiến, nhiều lần hạ ý chỉ, nên rất nhiều Công chúa và Cách cách gả đi ngoại phiên ủng hộ công trình này của bà.
Năm Khang Hi thứ 21 (1682), mùa xuân, Hoàng đế đi tuần Thịnh Kinh, ven đường cơ hồ mỗi ngày phái người viết thư thăm hỏi cuộc sống hàng ngày của Thái hoàng thái hậu, đồng thời báo cáo hành tung của chính mình, hơn nữa đem những món cá tươi ngon mà tự tay ông bắt được, đều phái đem về cung đặc dụ chế biến, trình lên Hoàng tổ mẫu thưởng thức. Năm thứ 22 (1683), mùa thu, Khang Hi Đế bồi Hoàng tổ mẫu tuần du ngoạn Ngũ Đài Sơn, Hoàng đế mỗi khi hạ kiệu, bản thân vì Hoàng tổ mẫu mà tự tay đỡ bà lên.

## Qua đời
Năm Khang Hi thứ 26 (1687), tháng 12, Thái hoàng thái hậu lâm trọng bệnh rất nguy kịch. Khang Hi Hoàng đế ngày đêm không rời, thân phụng chén thuốc, cũng tự mình suất lĩnh vương công đại thần đi bộ đến Thiên đàn, kỳ cáo trời xanh, thỉnh cầu trời xanh có mắt giảm đi tuổi thọ của mình, mà tăng tuổi thọ tổ mẫu. Khang Hi Đế khi đọc chúc văn, nước mắt chảy liên tục, vừa run vừa nói:「“Nhớ khi còn nhỏ, sớm mất đi mẫu thân, may nhờ tổ mẫu chăm sóc, ba mươi năm hơn, cúc dưỡng dạy bảo, cứ thế thành công. Thiết nghĩ không có tổ mẫu Thái hoàng thái hậu, tuyệt không thể có đại nghiệp ngày hôm nay, cùng cực chi ân, suốt đời khó báo…… Nếu đại tính hoặc nghèo, nguyện giảm thần linh, ký tăng Thái hoàng Thái hậu mấy năm tuổi thọ”」.
Sang ngày 25 tháng 12 (tức ngày 27 tháng 1 năm 1688), vào giờ Tý, Thái hoàng thái hậu giá băng, hưởng thọ 75 tuổi. Tang lễ của bà diễn ra trọng thể, Nhân Hiến Hoàng thái hậu cùng Hoàng quý phi Đông Giai thị dẫn đầu chúng Phi tần Hậu cung, Hoàng tử, Công chúa đều mặc tang phục khóc tang. Thân vương, văn võ lớn nhỏ quan viên, Ngoại phiên Vương, Vương phi, Mệnh phụ thuộc Bát Kỳ nhị phẩm trở lên đều tụ tập đầy đủ mặc áo tang, mỗi ngày khóc lâm. 
Vì bà nội mình, Khang Hi Đế đã làm rất nhiều chuyện phá vỡ cựu lệ. Điển hình bao gồm:
- Cắt bím tóc: tức là Cát biện (割辫). Theo chế độ nhà Thanh, chỉ khi Hoàng đế qua đời, thì Tự Hoàng đế[23] sẽ cắt bím tóc của mình. Còn lại, kể cả Thái hậu, Hoàng đế cũng không cần cắt bím tóc. Vào lúc ấy, bộ Lễ án theo tang lễ của Hiếu Đoan Văn Hoàng hậu, Nhân Hiếu Hoàng hậu cùng Hiếu Chiêu Hoàng hậu khi trước mà nói không cần cắt bím tóc, nhưng Khang Hi Đế cự tuyệt nói: ["Từ trước đến nay, tuy tang lễ các Hoàng hậu không cần cắt bím tóc, nhưng Thái hoàng thái hậu có ân dưỡng dục trẫm cực sâu. Trẫm cả đời không thể báo đáp. Chỉ có thể cắt bím tóc để tỏ lòng cuối cùng"]. Thấy như vậy, quan viên đều phải hướng thỉnh Nhân Hiến Hoàng thái hậu ra mặt, và dẫn theo lời dụ của Hoàng thái hậu mà nói: ["Trước khi Thái hoàng thái hậu qua đời, có nói nếu ngài bệnh không qua khỏi, dặn Hoàng đế chớ có cắt bím tóc"]. Nhưng Khang Hi Đế vẫn là quyết không nghe[24].
- Đồ tang dùng vải bố: theo tục Mãn Châu, đồ tang dùng trong các dịp quốc tang vốn là dùng vải trắng (Bạch phường ti; 白纺丝). Nhưng vào tang lễ của Thái hoàng thái hậu, Khang Hi Đế đã cho đổi thành vải bố (布)[25].
- Tạm quàn qua năm: Mãn Châu tập tục xưa có lệ ["Niên nội tang sự bất lệnh du niên"; 年内丧事不令踰年], chính là quan tài phải được chuyển ra ngoài cung trước khi kết thúc năm ấy. Thái hoàng thái hậu qua đời vào giữa tháng chạp, cho nên các đại thần đều nghị phải 4 ngày sau đó (tức là ngày 29) phải đưa quan tài của Thái hoàng thái hậu xuất cung nhanh nhất có thể. Khang Hi Đế thấy Tử cung của Thái hoàng thái hậu tạm quàn như vậy là quá ngắn, lệnh cho Khâm thiên giám chọn lại ngày khác, quan viên do đó đều kiên trì sớm định ngày dời Tử cung của Thái hoàng thái hậu ra ngoài càng sớm càng tốt, vì lo kiêng kị tục xưa, thế là Khang Hi Đế phản bác: ["Các ngươi nói như thế là kiêng kị, vì bảo toàn thánh thể của trẫm. Nhưng trẫm chẳng để ý mấy cái này. Khi trước ở Thiên đàn, trẫm đã nguyện giảm tuổi của mình để mong Thái hoàng thái hậu trường thọ, há mà còn sợ mấy cái chuyện để quan tài qua năm sao? Nếu có kị ám quở trách, trẫm sẽ tự gánh. Nếu không, mấy cái kiêng kị kia rốt cuộc chỉ là những lời vớ vẩn không đáng tin. Hoặc muốn để cho hậu nhân khỏi nghi vấn, cứ lấy trẫm mà làm định pháp"]. Do đó, Khang Hi Đế quyết chọn ngày 11 tháng 1 (âm lịch) sang năm mới làm lễ đưa Tử cung của Thái hoàng thái hậu ra khỏi cung.
- Trừ tịch và Nguyên đán không hồi cung: ngày Trừ tịch là tất niên, vốn có nhiều kiêng kỵ, mà Nguyên đán là ngày đầu tiên của năm, mang nghĩa hiệp cát. Ấn quán lệ, dù đang có quốc tang thì Hoàng đế cũng sẽ hồi cung vào 2 ngày này. Và từ khi Thái hoàng thái hậu bệnh và qua đời, Khang Hi Đế vẫn luôn ở Từ Ninh cung. Trước ngày Trừ tịch, quần thần thỉnh cầu Hoàng đế hồi cung, ông đáp: ["Ở trong cung thì cung điện nhiều, dời đi cũng tùy tiện. Nhưng nếu ở dân gian, gặp việc hệ trọng này, nơi ở chỉ có 1 căn, thì dời đi chỗ nào? Không thể hồi cung"]. Sau đại thần thỉnh Hoàng thái hậu ra mặt, Khang Hi Đế vì nể tình Thái hậu mà chịu dời ra khu Tiền viện trong Từ Ninh cung, chăm lo giám sát việc các Hoàng tử thủ tang cho tổ mẫu, nhưng vẫn chưa chịu hồi cung[26].
- Tạm an vẫn không hồi cung: đến tháng giêng sang năm Khang Hi thứ 27, theo lệ đã ước định, Tử cung của Thái hoàng thái hậu được tạm an trong Tấn cung bên ngoài Triều Dương môn (朝暘門). Ấn lệ thường, sau khi Tử cung tạm an, Hoàng đế sẽ hồi cung, song Khang Hi Đế vì muốn thuận tiện tự mình hiến tế, vẫn là quyết định tạm ở Tấn cung. Các đại thần nghe đến lại một lần nữa bôn ba khuyên can, đến mức quỳ khóc cầu xin. Do đó, Khang Hi Đế ở Tấn cung 3 ngày, thì liền hồi cung, nhưng vẫn không về Càn Thanh cung mà ở bên lều trại dựng tạm bên trong Càn Thanh môn (乾清門).

## Dâng thụy hiệu
Năm Khang Hi thứ 27 (1688), ngày 16 tháng 10, Khang Hi Đế suất chư Vương, Bối lặc, Văn Võ quần thần, cung phụng sách bảo, thượng tôn thụy hiệu cho Đại Hành Thái hoàng Thái hậu rằng: Hiếu Trang Nhân Tuyên Thành Hiến Cung Ý Dực Thiên Khải Thánh Văn Hoàng hậu (孝莊仁宣誠憲恭懿翊天啟聖文皇后), sang ngày 22 tháng 10 thăng phụ Thái Miếu. Chiếu cáo thiên hạ.
Sách thụy văn rằng:
| “                                        | 坤顺承天、懿德肇兴夫鸿业。萃亨假庙、隆称永式于明禋。将崇升祔之仪。宜备显扬之典。钦惟皇祖妣大行太皇太后、徽音集庆。厚德凝符。同妫汭以钟灵。并洽阳而著范。归我太宗文皇帝、当金玺来嫔之日、正雕戈启土之年。内治克襄。帝图式廓。格精诚于九庙、化洽苹蘩。敷阴礼于六宫、祥徵穜稑。笃生世祖章皇帝、永清四海、本胎教之虔恭。协正三辰、奉母仪之雍肃。每纡睿照、眷青原蔀屋之艰。实沛洪仁、颁红粟太仓之赐。观腾扶杖。惠溢歌衢。爰逮眇躬、益彰慈训。秉三十年之圣善。克致太平。溥亿兆姓之和恒、长开景运。懿筐载绩、勤劳不替于重闱。大练垂裳、节俭每先于下土。万国共尊亲之戴。两朝备孝养之隆。寿考康宁、福骈臻于箕范。含弘光大、德莫罄于羲图。方承爱日之欢、遽遘升遐之痛。终天衔恤。率土均哀。深惟笃祜所由来。永念发祥之有自。爰咨舆论。请命于天。谨奉册宝、上尊谥曰、孝庄仁宣诚宪恭懿翊天启圣文皇后。于戏。周室展閟宫之祀、礼载升歌。汉廷表长乐之仪、史传新注。伏冀慈灵可接。陟降在兹。必得其名、垂休声于琬琰。克昌厥后、流余庆于球图。彤管常新。瑶函永焕。宝文曰、孝庄仁宣诚宪恭懿翊天启圣文皇后之宝。 . Khôn thuận thừa thiên, ý đức triệu hưng phu hồng nghiệp. Tụy hanh giả miếu, long xưng vĩnh thức vu minh nhân. Tương sùng thăng phụ chi nghi. Nghi bị hiển dương chi điển. Khâm duy Hoàng tổ tỉ Đại Hành Thái hoàng thái hậu, huy âm tập khánh. Hậu đức ngưng phù. Đồng quỳ nhuế dĩ chung linh. Tịnh hiệp dương nhi trứ phạm. Quy ngã Thái Tông Văn Hoàng đế, đương kim tỉ lai tần chi nhật, chính điêu qua khải thổ chi niên. Nội trị khắc tương. Đế đồ thức khuếch. Cách tinh thành vu cửu miếu, hóa hiệp bình phiền. Phu âm lễ vu lục cung, tường trưng chủng lục. Đốc sinh Thế Tổ Chương Hoàng đế, vĩnh thanh tứ hải, bổn thai giáo chi kiền cung. Hiệp chính tam thần, phụng mẫu nghi chi ung túc. Mỗi hu duệ chiếu, quyến thanh nguyên 蔀 ốc chi gian. Thật phái hồng nhân, ban hồng túc thái thương chi tứ. Quan đằng phù trượng. Huệ dật ca cù. Viên đãi miễu cung, ích chương từ huấn. Bỉnh tam thập niên chi thánh thiện. Khắc trí thái bình. Phổ ức triệu tính chi hòa hằng, trường khai cảnh vận. Ý khuông tái tích, cần lao bất thế vu trọng vi. Đại luyện thùy thường, tiết kiệm mỗi tiên vu hạ thổ. Vạn quốc cộng tôn thân chi đái. Lưỡng triều bị hiếu dưỡng chi long. Thọ khảo khang ninh, phúc biền trăn vu ki phạm. Hàm hoằng quang đại, đức mạc khánh vu hi đồ. Phương thừa ái nhật chi hoan, cự cấu thăng hà chi thống. Chung thiên hàm tuất. Suất thổ quân ai. Thâm duy đốc hỗ sở do lai. Vĩnh niệm phát tường chi hữu tự. Viên tư dư luận. Thỉnh mệnh vu thiên. Cẩn phụng sách bảo, thượng tôn thụy viết, Hiếu Trang Nhân Tuyên Thành Hiến Cung Ý Dực Thiên Khải Thánh Văn Hoàng hậu. Vu hí! Chu thất triển bí cung chi tự, lễ tái thăng ca. Hán đình biểu trường nhạc chi nghi, sử truyện tân chú. Phục ký từ linh khả tiếp. Trắc hàng tại tư. Tất đắc kỳ danh, thùy hưu thanh vu uyển diễm. Khắc xương quyết hậu, lưu dư khánh vu cầu đồ. Đồng quản thường tân. Dao hàm vĩnh hoán. Bảo văn viết, Hiếu Trang Nhân Tuyên Thành Hiến Cung Ý Dực Thiên Khải Thánh Văn Hoàng hậu chi bảo. | ” |
| — Hiếu Trang Văn hoàng hậu sách thụy văn | |   |

Trước khi qua đời, bà đã để lại di ngôn với Khang Hi Đế:「"Thái Tông (chỉ Hoàng Thái Cực) cung phụng an cửu đã lâu, tránh vì ta mà kinh động đến. Huống hồ tâm huyết của ta dành trọn cho hai cha con Hoàng đế, chỉ cần an táng gần Hiếu lăng là ta mãn nguyện rồi"」. Vì vậy, Khang Hi Đế tạm an táng Thái hoàng Thái hậu gần Hiếu lăng (孝陵) của Thuận Trị Đế, thuộc Thanh Đông lăng chứ không hợp táng cùng Hoàng Thái Cực như những phi tần khác. Hoàng đế cũng đem hủy bỏ 5 gian ở sinh tiền cư trú Từ Ninh cung của Thái hoàng Thái hậu, xây lại quy mô tương tự dưới chân núi, xưng Tạm An phụng điện (暂安奉殿) và tạm quàn linh cữu của Thái hoàng Thái hậu ở đấy. Đến thời Thanh Thế Tông, lăng mộ của bà được xây riêng biệt, tên là Chiêu Tây lăng (昭西陵), và năm Ung Chính thứ 3 (1725), ngày 10 tháng 12, linh cữu của bà từ Tạm An phụng điện mới được tiến hành đưa chôn vào địa cung.
Thụy hiệu của bà qua các đời đầy đủ là Hiếu Trang Nhân Tuyên Thành Hiến Cung Ý Chí Đức Thuần Huy Dực Thiên Khải Thánh Văn Hoàng hậu (孝莊仁宣誠憲恭懿至德純徽翊天啓聖文皇后).

## Đánh giá

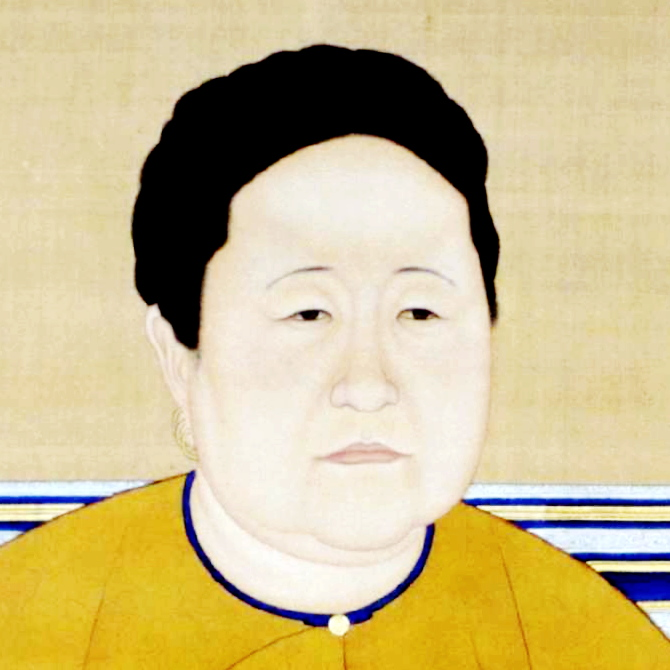
Hiếu Trang Thái hoàng thái hậu.

Hiếu Trang Thái hậu Bác Nhĩ Tế Cát Đặc Bố Mộc Bố Thái, phụ tá 3 đời Đế vương đầu tiên của triều đại Đại Thanh, đối với việc Mãn Thanh nhập quan diệt Minh, củng cố nền chính trị của Mãn Thanh ở Trung Nguyên thì bà có công đầu tiên. Trong thời gian đầu tiên thời Thuận Trị Đế, bà đóng một vai trò rất lớn trong triều đại của con trai mình. Bà ít khi tham dự chuyện triều chính, không lợi dụng Đế vương tuổi nhỏ mà thùy liêm thính chính, nhưng vai trò của bà là cán cân giữ sự cân bằng trong mối quan hệ giữa Hoàng đế và Nhiếp chính vương Đa Nhĩ Cổn, một mối quan hệ luôn là câu hỏi đối với giới sử học.
Trong thời gian Khang Hi Đế trị vì, tuổi còn nhỏ mà mất mẹ, bà đã nuôi dưỡng và chăm sóc Khang Hi Đế đủ kiến thức và nhận thức, vai trò không nhỏ tạo nên một thời đại Khang Hi phồn vinh của lịch sử Mãn Thanh. Đối với phương diện Tây học, bà được ghi nhận tuyệt đối coi trọng, góp phần tạo nên một giai đoạn Khang Hi cởi mở với thế giới. Ung Chính Đế rất tôn sùng Hoàng tằng tổ mẫu, đã bình luận về bà:「Thống lưỡng triều chi dưỡng hiếu, cực tam thế chi tôn thân; 统两朝之养孝，极三世之尊亲」.
Học giả Dương Trân (杨珍) nói về bà:「"Hiếu Trang Thái hậu được công nhận là một nữ chính trị gia kiệt xuất thời Minh-Thanh, bởi vì ở tình huống đặc biệt khó khăn khi Thanh triều nhập quan, bà đã duy trì đoàn kết của Hoàng thất nhà Thanh. Hơn nữa bà còn bảo hộ bồi dưỡng Thuận Trị, Khang Hi, những danh quân trong lịch sử, đối với tình thế khiến cục diện Trung Quốc từ phân liệt thành thống nhất cực kỳ ý nghĩa. Càng quan trọng hơn, bà không giống như Từ Hi Thái hậu lợi dụng hoàn cảnh mà buông rèm chấp chính, trước sau ở vào phía sau màn, việc này ở Trung Quốc cổ đại đích thực là phi thường hiếm thấy"」.
Người ta tin rằng, Hiếu Trang Thái hậu đã thành hôn với Nhiếp chính vương Đa Nhĩ Cổn sau khi Hoàng Thái Cực mất. Mối quan hệ chị dâu lấy em chồng đối với tập tục dân tộc Mãn Châu là chuyện rất bình thường, nhưng bên trong mối quan hệ này là một câu chuyện tình có nhiều uẩn khuất. Thuyết nói Hiếu Trang Thái hậu hạ giá lấy Đa Nhĩ Cổn, sớm nhất là bởi Trương Hoàng Ngôn (张煌言) khi ông ta đề cập trong 10 đầu thơ 《Kiến di cung từ - 建夷宫词》, trong đó có 1 bài nói:"Thượng thọ thương vi hợp nhi tôn, Từ Ninh cung lí lạn doanh môn. Xuân cung tạc nhật tân nghi chú, thái lễ cung phùng Thái hậu hôn" (Nguyên văn: 上寿觞为合而尊，慈宁宫里烂盈门。春宫昨日新仪注，太礼恭逢太后婚). 
Chủ trương nghi vấn Thái hậu hạ giá Đa Nhĩ Cổn nói còn một ít luận cứ: Thứ nhất, Đa Nhĩ Cổn tôn xưng vì “Hoàng phụ Nhiếp chính vương”; thứ hai, theo 《Đông Hoa lục》 của Tưởng Lương Kỳ (蒋良骐) ghi lại, chiếu cáo Đa Nhĩ Cổn tội trạng, không chỉ có có tự xưng “Hoàng phụ Nhiếp chính vương”, còn có “Lại thân đến hoàng cung nội viện”; thứ ba, Hiếu Trang Thái hậu để lại di chúc Khang Hi Đế, không cần đem bà cùng Hoàng Thái Cực hợp táng, có cách nói đây là vì bà đã tái giá Đa Nhĩ Cổn nên hổ thẹn.
Có người cho rằng, mối tình giữa hai người xảy ra trước khi bà kết hôn của Hoàng Thái Cực. Có người cho rằng, đây là kế sách của Hiếu Trang Hoàng thái hậu nhằm duy trì Đế vị cho con trai của mình là Thuận Trị Đế. Theo lịch sử, Nhiếp chính vương Đa Nhĩ Cổn đã cưới một trong những người em họ của bà là Bát Nhĩ Tế Cát Đặc thị - con gái của Tác Nạp Mục (索纳穆), một người con trai khác của Trung Thân vương Trại Tang.

## Hậu duệ
1. Cố Luân Ung Mục Trưởng Công chúa (固倫雍穆長公主, 1629 – 1678), tên là Nhã Đồ (雅圖), hạ giá lấy anh họ là Bật Nhĩ Tháp Cáp Nhĩ (弼尔塔哈尔) thuộc Khoa Nhĩ Thấm Mông Cổ.
2. Cố Luân Thục Tuệ Trưởng Công chúa (固倫淑慧長公主, 1632 – 1700), tên là A Đồ (阿圖). Đầu tiên thành thân với Tác Nhĩ Cáp (索尔哈) thuộc Chính Hoàng Kì của Mãn Châu, sau đó tái giá với Sắc Bố Đằng (色布腾) thuộc Ba Lâm bộ Mông Cổ.
3. Cố Luân Đoan Hiến Trưởng Công chúa (固倫淑哲長公主, 1633 – 1648), hạ giá Khanh Cát Nhĩ Cách (铿吉尔格), con của Nội đại thần Ngạc Tề Nhĩ Tang (鄂齐尔桑) thuộc Mãn Châu Tương Hoàng kỳ.
4. Hoàng cửu tử Phúc Lâm [福临], tức Thanh Thế Tổ Thuận Trị Hoàng đế.

## Trong điện ảnh
Hiếu Trang Thái hậu không chỉ là một chủ đề hấp dẫn đối với giới sử học mà cuộc đời bà đã được đưa vào văn chương và nghệ thuật, đặc biệt là các tác phẩm điện ảnh về thời niên thiếu của Khang Hi Đế, hoặc những phim nói về buổi đầu xây dựng triều Thanh. Tên gọi của bà trong các phim rất hiếm khi thấy chính xác là "Bố Mộc Bố Thái" mà đều là cái tên dân gian hư cấu 「Đại Ngọc Nhi」.
Sau đây là một số bộ phim đáng chú ý có hình tượng của bà.
| Năm  | Phim điện ảnh và truyền hình                             | Diễn viên      |
| 1992 | Nhất đại hoàng hậu Đại Ngọc Nhi 《一代皇后大玉儿》       | Phan Nghinh Tử |
| 1994 | Tân Nguyệt cách cách 《新月格格》                        | Lưu Tuyết Hoa  |
| 2000 | Công chúa Hoài Ngọc 《懷玉公主》                         | Lưu Tuyết Hoa  |
| 2001 | Khang Hi vương triều 《康熙王朝》                        | Tư Cầm Cao Oa  |
| 2002 | Hiếu Trang bí sử 《孝莊秘史》                            | Ninh Tịnh      |
| 2002 | Thiếu niên Thiên tử - Thuận Trị thiên 《少年天子順治篇》 | Phan Hồng      |
| 2003 | Thiếu niên Thiên tử - Khang Hi thiên 《少年天子康熙篇》  | Phan Hồng      |
| 2006 | Sóng gió Đại Thanh 《大清風雲》                          | Hứa Tịnh       |
| 2006 | Khang Hi bí sử 《康熙秘史》                              | Ô Sảnh Sảnh    |
| 2011 | Sơn hà luyến - Mỹ nhân vô lệ 《山河戀 美人無淚》         | Viên San San   |
| 2011 | Khuynh thành Tuyệt luyến 《倾城绝恋》                    | Phan Nghinh Tử |
| 2015 | Đa tình Giang sơn 《多情江山》                           | Viên Vịnh Nghi |
| 2015 | Đại Ngọc Nhi truyền kỳ 《大玉兒傳奇》                    | Cảnh Điềm      |
| 2017 | Long Châu Truyền Kỳ 《龙珠传奇》                         | Tư Cầm Cao Oa  |
| 2018 | Tô Mạt Nhi Truyền Kì 《苏茉儿传奇》                      | Lưu Thiên Hàm  |